# Paol Keineg
Paol Keineg, est un poète et dramaturge breton né à Quimerc'h (Finistère) le 6 février 1944.

## Biographie
(mai 2021).
Si vous disposez d'ouvrages ou d'articles de référence ou si vous connaissez des sites web de qualité traitant du thème abordé ici, merci de compléter l'article en donnant les références utiles à sa vérifiabilité et en les liant à la section « Notes et références ».
Surveillant d'externat à Pont-l'Abbé, Quimper, Brest. Il obtient une licence de lettres modernes à l'université de Bretagne occidentale en 1968. Maître auxiliaire à Morlaix, puis Brest. Il est mis à la porte de l'enseignement en 1972, sans justification officielle, mais pour des motifs politiques[réf. nécessaire] (il était militant de l'Union démocratique bretonne).
Il rejoint Jean-Marie Serreau, au Théâtre de la Tempête, qui met en scène sa première pièce, Le Printemps des Bonnets rouges, puis se retrouve au chômage et travaille comme chaudronnier à la réparation navale. Il entame en 1974 un stage de soudeur à la FPA de Rennes, auquel il est reçu.  Il crée et dirige la revue Bretagnes de 1975 à 1978. Il y traduit et publie notamment la poétesse Rita Dove, presque inconnue à l'époque.
Immédiatement après, il quitte la Bretagne pour la Californie, où il exerce quelque temps divers petits métiers et apprend l'anglais. Pendant un certain temps, il fait la navette entre Europe et Amérique du Nord. En 1977, il s'inscrit à l'université Brown de Providence (Rhode Island). Il y reçoit son Ph.D. en lettres en 1981. Il enseigne principalement au Dartmouth College, à université Brown, puis à l'université Duke à Durham, après avoir été professeur invité à l'université de Californie à Berkeley et l'université Harvard. Il vit maintenant en Bretagne.
Il fut le cofondateur de la revue Bretagnes, et en 1983, avec Alain Le Beuze et Denis Rigal, de la revue Poésie-Bretagne.
Jean-Luc Moreau lui a dédié sa traduction du roman de Frans Eemil Sillanpää, Hiltu et Ragnar.
Il est le père de l'auteur compositeur interprète Katell Keineg. En 2015 il obtient le Prix Max Jacob pour Mauvaises langues. Son œuvre a été consacrée en 2020 par le prix de poésie Yves Cosson remis par l’Académie littéraire de Bretagne et des Pays de la Loire.

## Œuvres
- Le poème du pays qui a faim, Traces, 1967, retir. 1968 & 1969.  Ed. Bretagne 1982
- Hommes liges des talus en transes, P.J. Oswald, 1969
- Chroniques et croquis des villages verrouillés, P.J. Oswald, 1971
- Le printemps des Bonnets Rouges, P.J. Oswald, 1972
- Histoires vraies/Mojennoù gwir (bilingue), P.J. Oswald, 1974
- Lieux communs, suivi de Dahut, Gallimard, 1974

prix Fénéon 1974
- Histoires vraies/Mojennoù gwir (bilingue), P.J. Oswald, 1974
- 35 haiku (breton), Ed. Bretagne, 1978
- Boudica, Taliesin et autres poèmes, Maurice Nadeau, 1980
- Préfaces au Gododdin, Ed. Bretagnes, 1981
- Oiseaux de Bretagne, oiseaux d'Amérique, Obsidiane, 1984
- Silva rerum, Maurice Nadeau et Guernica (Montréal), 1989
- Tohu, Wigwam éditions, 1995
- À Cournille, éditions Dana, 1999
- Dieu et madame Lagadec, éditions du Scorff, 2001
- Anna Zero, éditions Apogée, 2002
- Triste Tristan, suivi de Diglossie, j'y serre mes glosses, éditions Apogée, 2003
- Terre lointaine, éditions Apogée, 2004
- Là et pas là, Le temps qu'il fait/Lettres sur cour, 2005
- Wiersze Bretonskie, traductions de Kazimierz Brakoniecki, Olsztyn/Centrum Polsko-Francuskie, 2007
- Les trucs sont démolis, Le temps qu'il fait/Obsidiane, 2008
- Abalamour, dessins de François Dilasser, Les Hauts-Fonds, 2012
- Histoires vraies/Mojennoù gwir/Histórias verícas, traductions de Ruy Proença, Dobra Editorial, 2014
- Qui?, traductions des poèmes de R. S. Thomas avec Marie-Thérèse Castay and Jean-Yves Le Disez, Les Hauts Fonds, 2015
- Mauvaises langues, ed. Obsidiane, 2014

prix Max-Jacob 2015
- Un enterrement dans l'île, traductions des poèmes de Hugh MacDiarmid, Les Hauts fonds, 2016
- Johnny Onion descend de son vélo, dessins de Sébastien Danguy des Déserts, Les Hauts-Fonds, 2019
- Korriganiques, (avec des peintures de Nicolas Fedorenko), éditions Folle avoine, 2019.
- Scènes de la vie cachée en Amérique, Les Hauts-Fonds, 2021

## Théâtre
- Le printemps des Bonnets rouges, Théâtre de la Tempête, mise en scène de Jean-Marie Serreau, décembre 1972-janvier 1973. Reprise sous chapiteau en 1975 par Dominique Serreau.
- (Manque d')aventures en Patagonie, France Culture, mise en ondes de Jean Taroni, 1983.
- La Reine de la nuit, Théâtre du Miroir, Châteaulin, Finistère, 1992.
- Kaka, ou l'Entrevue céleste, in La Nuit des naissances, Théâtre de Folle Pensée, Saint-Brieuc, 1994.
- Anna Zéro, Gwengolo (Tombées de la nuit), Rennes, 2002.
- Terre lointaine, Théâtre de Folle Pensée, Quimper, 2004.

## Archives
Un « Fonds Paol Keineg » a été déposé en 2000 à la Bibliothèque Yves-Le Gallo du Centre de recherche bretonne et celtique (CRBC) de l'université de Bretagne occidentale.

## Hommages
- Le poète, compositeur et chanteur Paul Dirmeikis a mis en chansons quelques poèmes de Paol Keineg.
- L'écrivain et poète Laurent Bourdelas intitule son nouveau recueil de poèmes Homme lige, aux Editions Gros Texte en 2022, en hommage à Paol Keineg qu'il découvrit en écoutant l'adaptation par Alan Stivell de son poème Hommes liges des talus en transes (album Trema'n Inis (« Vers l'île »), 1976), qui le bouleversa.

## Pour approfondir